# Manifesto del Popolo del Brabante
Il Manifesto del Popolo del Brabante (in francese: Manifeste du peuple brabançon, in olandese: Manifest van het Brabantse Volk) fu un documento reso pubblico all'inizio della Rivoluzione del Brabante nel 1789 che proclamava la fine dell'occupazione austriaca sul Ducato di Brabante.

## Sfondo storico
Nell'ottobre del 1789, il capo degli "Statisti", Hendrik van der Noot ed il generale Jean-André van der Meersch guidarono un piccolo gruppo di patrioti della Repubblica Olandese che erano stati esiliati dal ducato di Brabante alla rivolta. Il primo successo significativo fu la liberazione di Hoogstraten e fu qui che van der Noot pubblicò la dichiarazione.

## Il manifesto
Il manifesto venne letto pubblicamente per la prima volta il 24 ottobre 1789 nella città di Hoogstraten, anche se si pensa che già il giorno precedente fosse stato pubblicato a Breda.
Il duca di Brabante era obbligato secondo i termini della Gioiosa Entrata a rispettare i privilegi del popolo del Brabante. L'elemento che fece scoppiare la rivoluzione fu dunque la rottura di questi termini e quindi il popolo brabantino aveva tutti i diritti di detronizzare il duca Giuseppe del Brabante (Giuseppe II del Sacro Romano Impero).
La dichiarazione portò nel gennaio del 1790 all'istituzione degli Stati Uniti Belgi.